# Mainà de Nias
El mainà de Nias (Gracula robusta) és una espècie d'au de la família dels estúrnids (Sturnidae), És endèmic de l'illa de Nias i d'altres petites illes de l'oest de Sumatra. El seus hàbitats són els manglars, les plantacions i els boscos tropicals i subtropicals de frondoses humits de les terres baixes. El seu estat de conservació es considera en perill crític d'extinció. És el mainà més gran.